# Lijst van champagnes uit James Bondfilms
Deze pagina bevat een lijst van champagnes die worden gebruikt in James Bondfilms. Bond drinkt in de serie films verschillende merken.  De drie noemenswaardige merken zijn Taittinger, Bollinger en Dom Pérignon. Na een jarenlange zakelijke relatie met Dom Pérignon werd midden jaren 80 definitief gekozen voor Bollinger als vast champagnemerk.

## Achtergrond
In de boeken van Ian Fleming, de schrijver van de James Bondromans, was Bond al een grote fan van champagne, met name Taittinger, Veuve Clicquot, Bollinger, Dom Pérignon, Krug en Pommery. Vooral Taittinger was een populair merk in de romans, maar het merk is in slechts één film gebruikt. Daarna was Dom Pérignon lange tijd het vaste merk van James Bond dankzij een zakelijke deal met de filmproducenten.
In 1971 ontstonden er echter breuken in de zakelijke relatie tussen de filmproducenten en het champagnemerk. In Diamonds are forever (1971) werd daarom helemaal geen champagne gedronken en in Live and let die (1973) lieten de filmproducenten Bond het merk Bollinger drinken. Hiermee lieten ze blijken dat ze de controle over hun films in eigen hand hielden. Aanvankelijk leek Dom Pérignon toe te geven, waarna de champagne weer terugkeerde in 1974 en 1977, maar uiteindelijk koos de filmfranchise voor Bollinger. Het hoofd van de reclame-afdeling van de filmfranchise gaf later aan dat Dom Pérignon zichzelf als te onmisbaar voor de films had beschouwd, terwijl met Bollinger een gezondere zakelijke relatie werd onderhouden waar beide partijen van profiteerden.
Bollinger wordt sinds medio jaren 1980 als vaste champagne gebruikt. De filmmakers vonden Bollinger ook meer Brits dan Dom Pérignon, dat als een Amerikaanse drank werd beschouwd.

## Kritiek
Het gebruik van champagne of alcohol in het algemeen en de bedragen die door de merken wordt neergeteld, krijgen echter ook te maken met kritiek. Critici van Bonds overdadig drankgebruik hebben opgemerkt dat hij in de gemiddelde film gemiddeld elke elf minuten een drankje drinkt. In de remake van Casino Royale uit 2006 drinkt hij 12 drankjes. In de originele roman dronk hij er nog één meer. In de romans van Fleming drinkt Bond in totaal 317 drankjes waarvan 65 keer champagne. Dit drankgebruik is niet meer in lijn met de gewoonten aan het begin van de  21ste eeuw, waar veel aandacht wordt besteed aan de link tussen alcoholmisbruik en (verkeers)veiligheid. 
Champagne is onderdeel van de product placement binnen de filmfranchise. Critici hebben ook aandacht voor de steeds stijgende bedragen die daarvoor door de merken wordt neergeteld. Bolinger betaalt 10 miljoen pond per film om zijn champagne in elke film verwerkt te krijgen. Naar aanleiding van de introductie van Spectre in 2015 wordt gemeld: 
 The next Bond flick will reportedly feature a jaw-dropping $45 million in product placement, the most of any movie ever.
Naast het bedrag wordt ook gesteld dat de overdaad het verhaal kan overschaduwen omdat bepaalde scènes gaan lijken op advertenties voor het betreffende merk.

## Overzicht

### Taittinger
Van het merk Taittinger is alleen de Blanc des Blancs gebruikt. De champagne verscheen slechts in één film: From Russia with Love (1963). Agente Romanova kreeg bovendien een glas waar gif in zat.
Ian Fleming, de schrijver van de James Bondromans, had een voorkeur voor Taittinger.

### Dom Pérignon

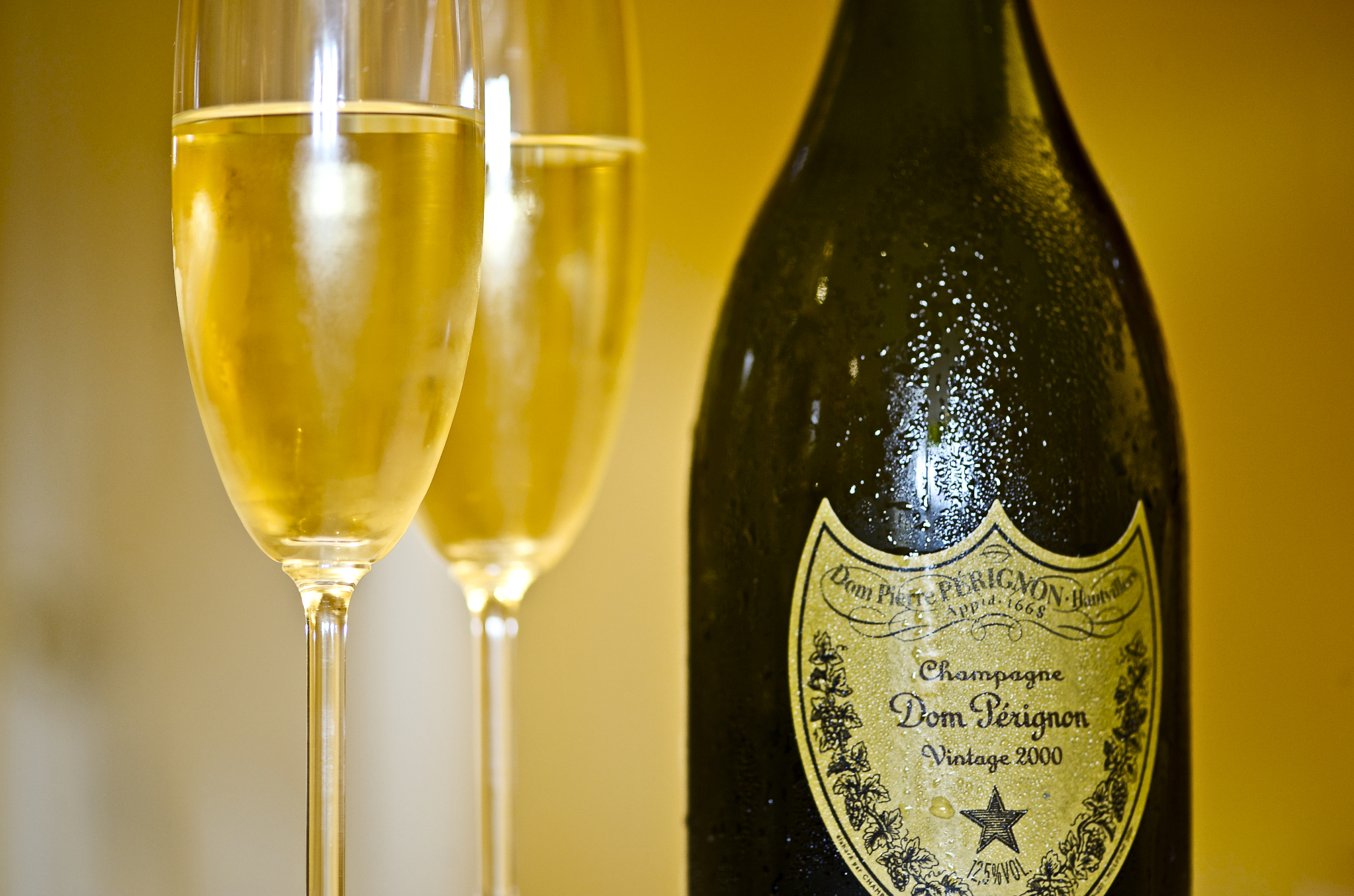
Dom Pérignon

De champagne wordt gebruikt in de volgende films en scènes:
- Dr. No (1962): Dom Pérignon 1955[11]

Dr. No: "That's a Dom Perignon '55. It would be a pity to break it.
James Bond: I prefer the '53 myself..."
- Goldfinger (1965): Dom Pérignon 1953[12]

James Bond: "My dear girl, there are some things that just aren't done, such as drinking Dom Perignon '53 above the temperature of 38 degrees Fahrenheit."
- Thunderball (1965): Dom Pérignon 1955[13]

Bond : "Beluga caviar, Dom Perignon '55."
- You Only Live Twice (1967): Dom Pérignon 1959[14]

Helga Brandt: A Dom Perignon '59, Mr. Fisher? Are you really sure you won't change your mind?
James Bond: [Posing as Mr. Fisher] Well, if *you* insist.
- On Her Majesty’s Secrect Service (1969): Bond bestelt in het casino een Dom Perignon '57, maar er is dat jaar geen '57 uitgebracht. Ook de '56 en '58 bestonden niet.[15]
- Live and Let Die (1973): Dom Pérignon (millésimé niet gekend)
- The Man With The Golden Gun (1974): Dom Pérignon 1954
- The Spy Who Loved Me (1977): Dom Pérignon 1952 (waarschijnlijk)
- Moonraker (1979): Dom Pérignon 1946
- For Your Eyes Only (1981): Dom Pérignon (millésimé niet gekend)

In de boeken van Ian Fleming komt Dom Pérignon slechts eenmaal voor, namelijk in Moonraker.

### Bollinger

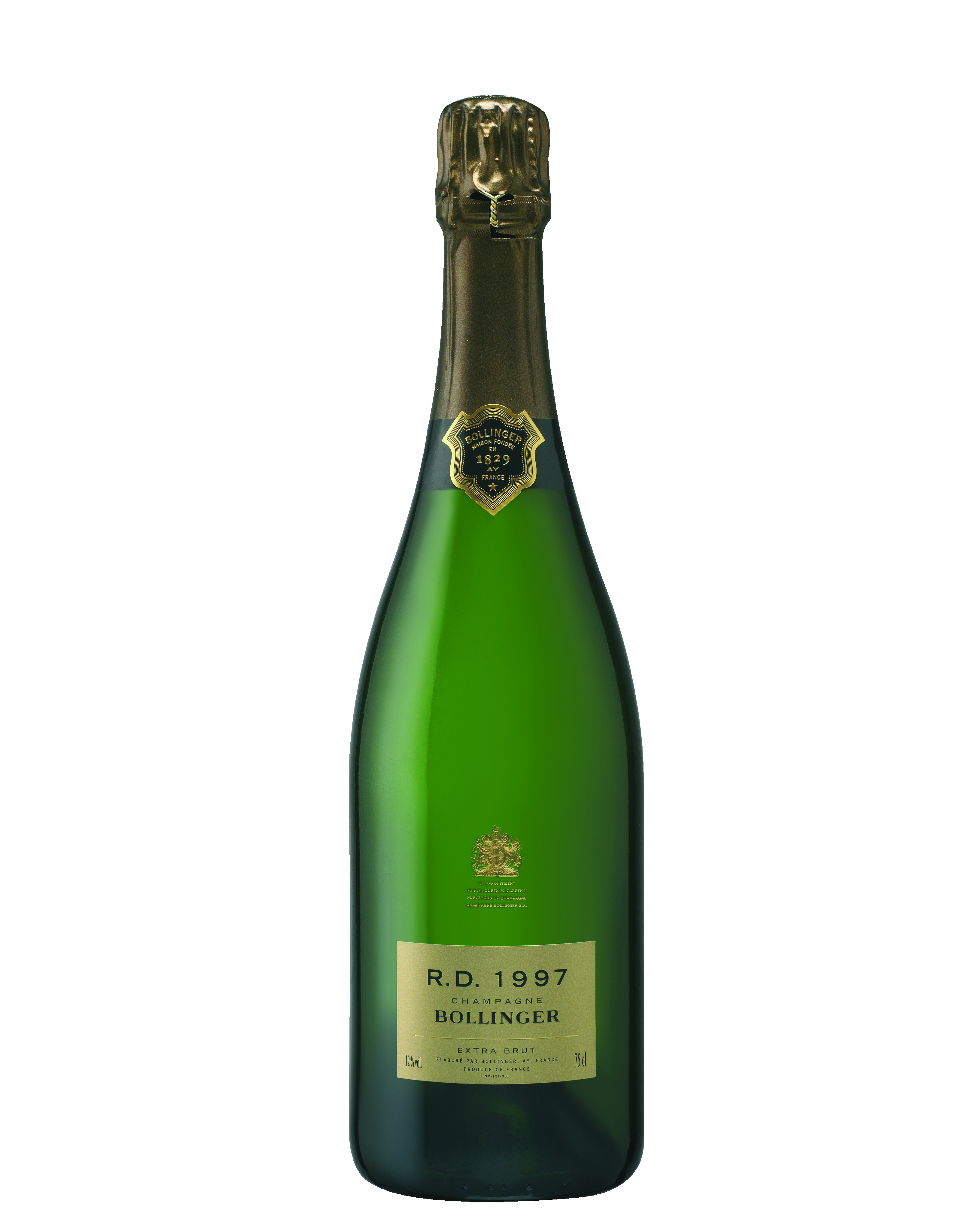
Bollinger RD 1997

Dit merk wordt in de volgende films en scènes gebruikt:
- Live and Let Die (1973): Bollinger (millésimé niet gekend)[19]

James Bond : Room service, this is Mr. Bond, bungalow 12. I'd like a bottle of Bollinger, please. Slightly chilled. Two glasses.
- Moonraker (1979): Bollinger R.D. 1969 [20]

James Bond: Bollinger? If it's '69 you were expecting me.
- Octopussy (1983): Bollinger R.D. (millésimé niet gekend)
- A View To A Kill (1985): Bollinger 1975
- The Living Daylights (1987): Bollinger R.D. (millésimé niet gekend)
- Licence To Kill (1989): Bollinger R.D. (millésimé niet gekend)
- GoldenEye (1995): Bollinger La Grande Année 1990
- Tomorrow Never Dies (1997): Bollinger La Grande Année 1989
- The World Is Not Enough (1999): Bollinger La Grande Année 1990
- Die Another Day (2002): Bollinger 1969, Special Cuvée Brut
- Casino Royale (2006): Bollinger La Grande Année 1990, Special Cuvée Brut
- Quantum Of Solace (2008): Bollinger La Grande Année 1999
- Skyfall (2012): Bollinger La Grande Année 2002
- Spectre (2015): Bollinger R.D. 2002 Prestige Cuvée
- No Time To Die (2021): Bollinger Special Cuvée

In de boeken van Ian Fleming komt Bollinger voor in Diamonds Are Forever (1956).